# Arthropsyllus serratus
Arthropsyllus serratus är en kräftdjursart som beskrevs av Georg Ossian Sars 1909. Arthropsyllus serratus ingår i släktet Arthropsyllus, och familjen Ancorabolidae. Arten är reproducerande i Sverige.